# Nguyen Anh Khoi
Nguyễn Anh Khôi (Città di Ho Chi Minh, 11 gennaio 2002) è uno scacchista vietnamita.
Ha ottenuto il titolo di Grande Maestro in settembre del 2019.

## Principali risultati
Due volte vincitore del campionato vietnamita (2016 e 2019).
Ha vinto il campionato del mondo giovanile nella categoria U-10 (2012) e U-12 (2014).

Nel 2019 ha vinto a Surakarta il campionato asiatico juniores (U-20).
Con la nazionale vietnamita ha partecipato nel 2016 alle Olimpiadi di Baku (+4 –3 =4) e nel 2019 alle Olimpiadi di Batumi (+4 –1 =6).
Ha raggiunto il suo massimo rating FIDE in agosto 2019, con 2529 punti Elo.